# Cavenderichthys
Cavenderichthys es un género extinto de peces actinopterigios prehistóricos. Fue descrito por Arratia en 1997.
Vivió en Nueva Gales del Sur, hace aproximadamente 150 millones de años.